# 佩拉莱达德尔绍塞霍
佩拉莱达德尔绍塞霍，是西班牙埃斯特雷马杜拉巴达霍斯省的一个市镇。总面积164平方公里，总人口622人（2001年），人口密度4人/平方公里。